# Davide Bais
Davide Bais   (Rovereto, 2 d'abril de 1998) és un ciclista italià, professional des del 2021. Actualment corre a l'equip Eolo-Kometa. En el seu palmarès destaca una victòria d'etapa al Giro d'Itàlia de 2023.

## Palmarès
- 2019
  - 1r al Gran Premi Lari Città della Ciliegia
- 2020
  - 1r al Trofeu Comitati del Valdarno
- 2023
  - Vencedor d'una etapa al Giro d'Itàlia

### Resultat al Giro d'Itàlia
- 2022. 125è de la classificació general
- 2023. 81è de la classificació general. Vencedor d'una etapa